# جوزيف (قسيس)
جوزيف (بالروسية: Иосиф)‏ هو قسيس روسي، ولد في 31 يناير 1954 في كاشيرا في روسيا.